# Голденштет (Доња Саксонија)
Голденштет (њем. Goldenstedt) град је у њемачкој савезној држави Доња Саксонија. Једно је од 10 општинских средишта округа Фехта. Према процјени из 2010. у граду је живјело 9.316 становника. Посједује регионалну шифру (AGS) 3460004.

## Географски и демографски подаци
Голденштет се налази у савезној држави Доња Саксонија у округу Фехта. Град се налази на надморској висини од 27 метара. Површина општине износи 88,6 km². У самом граду је, према процјени из 2010. године, живјело 9.316 становника. Просјечна густина насељености износи 105 становника/km².

## Међународна сарадња
| Мјесто    | Држава    | Врста сарадње | Од    |
| --------- | --------- | ------------- | ----- |
| Клер      | Француска | партнерство   | 1989. |
| Боз ле Ар | Француска | партнерство   | 1989. |
| Извор     |           |               |       |